# Masdevallia ensata
Masdevallia ensata är en orkidéart som beskrevs av Heinrich Gustav Reichenbach. Masdevallia ensata ingår i släktet Masdevallia och familjen orkidéer. Inga underarter finns listade i Catalogue of Life.